# Qana (Libanon)
Qana, ook wel gespeld als Kana, is een Zuid-Libanees dorp van 10.000 inwoners, op ruim tien kilometer ten zuidoosten van de kuststad Tyrus en eveneens ruim tien kilometer ten noorden van de Israëlische grens gelegen. De bevolking is voornamelijk sjiitisch met een kleine christelijke minderheid.
Naast drie plaatsen in Israël, is Qana een van de locaties die wordt aangewezen als de plaats Kana in het Nieuwe Testament, vooral door Libanese christenen. Tegenstanders van dit idee wijzen op de grote afstand van Nazareth, vergeleken bij de Israëlische plaatsen. Qana is ook de plaats waar Jezus zijn eerste wonder zou hebben verricht: volgens de legende veranderde hij tijdens een bruiloft te Kana water in wijn.
Het dorp werd in 1996 en 2000 door Israëlische artillerie beschoten, waarbij Libanese burgers werden gedood.